# Platygaster stylata
Platygaster stylata är en stekelart som beskrevs av Lars Huggert 1980. Platygaster stylata ingår i släktet Platygaster och familjen gallmyggesteklar. Inga underarter finns listade i Catalogue of Life.